# Cupa Mondială de Baschet Masculin din 2019 - Grupa F
Grupa F de la Cupa Mondială de Baschet Masculin din 2019 a fost o grupă preliminară din cadrul Cupei Mondiale de Baschet Masculin din 2019 care și-a desfășurat meciurile la Nanjing Youth Olympic Sports Park Gymnasium, Nanjing. Echipele care au făcut parte din această grupă au fost: Brazilia, Grecia, Muntenegru și Noua Zeelandă. Fiecare echipă a jucat cu fiecare echipă, primele două s-au calificat pentru a doua rundă, iar ultimele două pentru grupele pentru stabilirea părții inferioare a clasamentului final.

## Clasament
| Loc | Echipa        | MJ | V | Î | PM  | PP  | PD  | Pct | Calificare                               |
| --- | ------------- | -- | - | - | --- | --- | --- | --- | ---------------------------------------- |
| 1   | Brazilia      | 3  | 3 | 0 | 265 | 245 | +20 | 6   | Avansează în Etapa a doua                |
| 2   | Grecia        | 3  | 2 | 1 | 266 | 236 | +30 | 5   | Avansează în Etapa a doua                |
| 3   | Noua Zeelandă | 3  | 1 | 2 | 284 | 288 | −4  | 4   | Calificare pentru meciurile de clasament |
| 4   | Muntenegru    | 3  | 0 | 3 | 216 | 262 | −46 | 3   | Calificare pentru meciurile de clasament |

## Meciuri

### Noua Zeelandă vs. Brazilia
| 1 septembrie 2019 16:00 |

| Raport |

| Noua Zeelandă                                  | 94–102 | Brazilia                                   |
| Scorul pe sferturi: 20–21, 30–29, 12–28, 32–24 |        |                                            |
| Pt: C. Webster 19 Rec: Loe 10 Pase: Ili 6      |        | Pt: Barbosa 22 Rec: Felício 13 Pase: Luz 6 |

### Grecia vs. Muntenegru
| 1 septembrie 2019 20:00 |

| Raport |

| Grecia                                               | 85–60 | Muntenegru                                       |
| Scorul pe sferturi: 17–9, 25–7, 21–22, 22–22         |       |                                                  |
| Pt: Printezis 16 Rec: Papagiannis 9 Pase: Calathes 7 |       | Pt: Vučević 12 Rec: Dubljević 5 Pase: Ivanović 5 |

### Muntenegru vs. Noua Zeelandă
| 3 septembrie 2019 16:00 |

| Raport |

| Muntenegru                                         | 83–93 | Noua Zeelandă                                    |
| Scorul pe sferturi: 26–31, 18–22, 21–13, 18–27     |       |                                                  |
| Pt: Ivanović 18 Rec: Dubljević 13 Pase: Ivanović 7 |       | Pt: C. Webster 25 Rec: Fotu 7 Pase: C. Webster 7 |

### Brazilia vs. Grecia
| 3 septembrie 2019 20:00 |

| Raport |

| Brazilia                                           | 79–78 | Grecia                                            |
| Scorul pe sferturi: 15–19, 15–21, 26–13, 23–25     |       |                                                   |
| Pt: Varejão 22 Rec: Caboclo 10 Pase: Garcia, Luz 6 |       | Pt: Printezis 20 Rec: Calathes 7 Pase: Sloukas 11 |

### Brazilia vs. Muntenegru
| 5 septembrie 2019 16:00 |

| Raport |

| Brazilia                                               | 84–73 | Muntenegru                                               |
| Scorul pe sferturi: 19–20, 24–18, 23–16, 18–19         |       |                                                          |
| Pt: Huertas 16 Rec: Caboclo, Felício 7 Pase: Huertas 6 |       | Pt: Needham 16 Rec: Radončić, Vučević 6 Pase: Needham 10 |

### Grecia vs. Noua Zeelandă
| 5 septembrie 2019 20:00 |

| Raport |

| Grecia                                                     | 103–97 | Noua Zeelandă                                         |
| Scorul pe sferturi: 28–19, 23–25, 20–22, 32–31             |        |                                                       |
| Pt: Antetokounmpo 24 Rec: Antetokounmpo 10 Pase: Sloukas 7 |        | Pt: C. Webster 31 Rec: Abercrombie, Loe 6 Pase: Ili 9 |